# Live at Wembley '86
Live at Wembley '86 — подвійний концертний альбом британського рок-гурту «Queen». Його записали під час концерту, який відбувся в суботу 12 липня 1986 року, який проходив в рамках «The Magic Tour» на стадіоні «Вемблі» в Лондоні, Англія.
Альбом вийшов 26 травня 1992 року, в червні 2003 року — на DVD.
Альбом був ремастований і перевиданий з бонус-треками і випущений в серпні 2003 року в США на DVD-дисках під назвою «Live at Wembley Stadium». Ця назва також використовувалася у наступних випусках альбому в інших країнах, хоча без бонус-треків, включених в американську версію.
5 вересня 2011 року у Великій Британії (до 65-річчя Фредді Мерк'юрі) вийшов спеціальний ремастований випуск альбому на DVD, який вперше містив вечірній концерт у п'ятницю на додаток до суботнього нічного виступу. Фрагменти п'ятничного виступу були включені до більш раннього DVD, але ремастований реліз ознаменував перший випуск концерту у повному обсязі. Делюкс-видання також включало суботній концерт на ремастеризованому CD.

## Трек-лист

### Диск перший
| #       | Назва                                 | Автор             | Тривалість |
| ------- | ------------------------------------- | ----------------- | ---------- |
| 1.      | «One Vision»                          | Queen             | 5:50       |
| 2.      | «Tie Your Mother Down»                | Браян Мей         | 3:52       |
| 3.      | «In The Lap Of The Gods ...Revisited» | Фредді Мерк'юрі   | 2:44       |
| 4.      | «Seven Seas of Rhye»                  | Мерк'юрі          | 1:19       |
| 5.      | «Tear It Up»                          | Мей               | 2:12       |
| 6.      | «A Kind Of Magic»                     | Роджер Тейлор     | 8:41       |
| 7.      | «Under Pressure»                      | Queen, Девід Бові | 3:41       |
| 8.      | «Another One Bites the Dust»          | Джон Дікон        | 4:54       |
| 9.      | «Who Wants to Live Forever»           | Мей               | 5:16       |
| 10.     | « I Want to Break Free»               | Дікон             | 3:34       |
| 11.     | «Impromptu»                           | Queen             | 2:55       |
| 12.     | «Brighton Rock (Solo)»                | Мей               | 9:11       |
| 13.     | «Now I'm Here»                        | Мей               | 6:19       |
| 1:00:28 |                                       |                   |            |

### Диск другий
| #     | Назва                                  | Автор                                   | Тривалість |
| ----- | -------------------------------------- | --------------------------------------- | ---------- |
| 1.    | «Love of My Life»                      | Мерк'юрі                                | 4:47       |
| 2.    | «Is This the World We Created...?»     | Мерк'юрі, Мей                           | 2:59       |
| 3.    | «(You're So Square) Baby I Don't Care» | Джеррі Лайбер, Майк Столлер             | 1:34       |
| 4.    | «Hello Mary Lou (Goodbye Heart)»       | Джин Пітні                              | 1:24       |
| 5.    | «Tutti Frutti»                         | Річард Пеннімен, Дороті Лабострі        | 3:23       |
| 6.    | «Gimme Some Lovin»                     | Стів Вінвуд, Спенсер Девіс, Мафф Вінвуд | 0:55       |
| 7.    | «Bohemian Rhapsody»                    | Мерк'юрі                                | 5:50       |
| 8.    | «Hammer To Fall»                       | Мей                                     | 5:36       |
| 9.    | «Crazy Little Thing Called Love»       | Мерк'юрі                                | 6:27       |
| 10.   | «Big Spender»                          | Дороті Філдс, Сі Колмен                 | 1:07       |
| 11.   | «Radio Ga Ga»                          | Тейлор                                  | 5:57       |
| 12.   | «We Will Rock You»                     | Мей                                     | 2:46       |
| 13.   | «Friends Will Be Friends»              | Мерк'юрі, Дікон                         | 2:08       |
| 14.   | «We Are the Champions»                 | Мерк'юрі                                | 4:05       |
| 15.   | «God Save The Queen»                   | Мей                                     | 1:27       |
| 50:25 |                                        |                                         |            |

## Бонус-треки
Бонус-треки на ремастеризованому виданні Hollywood Records 2003 року
1. «A Kind of Magic (Live 11 July 1986 at Wembley Stadium, London)»
2. «Another One Bites the Dust (Live 11 July 1986 at Wembley Stadium, London)»
3. «Crazy Little Thing Called Love (Live 11 July 1986 at Wembley Stadium, London)»
4. «Tavaszi szél vízet áraszt (Live 27 July 1986 at Népstadion, Budapest, Hungary)»

## Оригінальний п'ятничний концерт
Оригінальний п'ятничний концерт розпочався о 4.00 вечора з квитками вартістю £14.50. Чотири гурти виступали в наступному порядку:
1. INXS
2. The Alarm
3. Status Quo
4. Queen

## Хіт-паради
| Країна          | Charts  | Charts | Показники       | Показники |
|                 | Позиція | Тижнів | Сертифікація    | Продажі   |
| --------------- | ------- | ------ | --------------- | --------- |
| Бельгія         | 1       | ?      | ?               | 100.000   |
| Італія          | 1       | ?      | Платиновий (5x) | 500.000   |
| Франція         | 2       | ?      | Платиновий      | 600.000   |
| Велика Британія | 2       | 15     | Платиновий      | 700.000   |
| Австрія         | 6       | 16     | Золотий         | 35.000    |
| Швейцарія       | 6       | 13     | Золотий         | 50.000    |
| Нідерланди      | 9       | ?      | ?               | 100.000   |
| Німеччина       | 20      | ?      | Золотий         | 300.000   |
| Швеція          | 29      | 4      | ?               | 15.000    |
| США             | 53      | 1      | Платиновий      | 500.000   |
| Японія          | 81      | ?      | ?               | 100.000   |
| Мексика         | ?       | ?      | Платиновий      | 250.000   |
| Бразилія        | ?       | ?      | Золотий         | 150.000   |
| Канада          | ?       | ?      | ?               | 80.000    |
| Іспанія         | ?       | ?      | ?               | 300.000   |

## Музиканти
- Фредді Мерк'юрі — головний вокал, піаніно, гітара
- Браян Мей — гітара, клавішні, бек-вокал
- Роджер Тейлор — ударні, бубон, бек-вокал
- Джон Дікон — бас-гітара, бек-вокал

Додаткові музиканти
- Спайк Едні — клавішні, піаніно, гітара, бек-вокал